# Tomas Erhart
Tomas Erhart (* 10. Januar 1964 in Oberammergau) ist ein deutscher Kameramann und Künstler, der vereinzelt auch als Filmregisseur und Filmproduzent agiert hat.

## Leben
Tomas Erhart gestaltete als DoP (Chefkameramann) seit 1984 über 70 Spielfilme, darüber hinaus zahlreiche Dokumentationen und Werbefilme.
Sein Werk umfasst Filme wie Willy Bogners Fire, Ice & Dynamite, Manta – Manta und Werner für Produzent Bernd Eichinger ebenso wie Der Neunte Tag des Oscarpreisträgers Volker Schlöndorff oder das historische Drama Der Atem des Himmels unter der Regie von Reinhold Bilgeri.
Nominierungen und Preise erhielt Erhart u. a. für den Deutschen sowie Europäischen Kamerapreis, den Goldenen Löwen, den International Emmy Award, den Prix Europa, die Romy und den chinesischen Oscar: The Golden Rooster.
Als Mitbegründer der Filmakademie Baden-Württemberg hat er in den Jahren nach 1991 den ersten universitären Kamerastudiengang einer deutschen Hochschule mitgestaltet. Seit 2003 ist er Mitglied der Deutschen Filmakademie.
Parallel zu seiner Filmarbeit beschäftigt sich Erhart seit Mitte der neunziger Jahre mit den konzeptuellen und technischen Möglichkeiten der digitalen Fotografie. Seine Kunstprojekte 5PM und Cell Phonology wurden in zahlreichen Ausstellungen der Öffentlichkeit präsentiert.
Mit 3D als filmischem und künstlerischem Medium setzt sich Erhart seit 2009 auseinander. 2010 drehte er die Produktion Lang Lang 3D at Berghain, Berlin als DoP und den abendfüllenden Musikfilm Berlin Philharmonics in Singapore 3D  als Dop und Co-Regisseur. Im Jahr 2011 gründete er die Firma „Jumpseat 3D“ für die Produktion, Finanzierung und Lizenzierung von 3D-Inhalten. Als Produzent verantwortete Erhart WACKEN 3D (2014), einen internationalen Kinofilm in stereoskopischen 3D über das Wacken Open Air Musikfestival. Im Rahmen dieses Festivals war er verantwortlich für das größte 3D-Screening der Geschichte, in dem ca. 60.000 Zuschauer den Trailer des Films mit anaglyphen 3D-Brillen auf den Screens der Hauptbühne sahen.
Von 2018 bis 2022 war Tomas Erhart Gründer und Geschäftsführer des Unternehmens Fleischrebellen, eines Onlineshops für Feinkost und hochwertiges Fleisch.
Erhart lebt mit seiner Frau, der Redakteurin Gloria Erhart, in Berlin und Mallorca.

## Filmografie (Auswahl)
- 1990: Feuer, Eis & Dynamit (Fire, Ice & Dynamite)
- 1993: Wo das Herz zu Hause ist
- 1996: Der Trip – Die nackte Gitarre 0,5
- 1997: Bella Block: Geldgier
- 1998: Das Böse
- 1999: Götterdämmerung – Morgen stirbt Berlin
- 2000: Das gestohlene Leben
- 2000: Honolulu
- 2002: Ein Engel und Paul
- 2003: Tatort: Bermuda
- 2003: Schwabenkinder
- 2004: Der neunte Tag
- 2004: Wilsberg: Tod einer Hostess
- 2004: Das Duo – Bauernopfer
- 2005: Enigma – Eine uneingestandene Liebe
- 2005: Schimanski: Sünde
- 2005: Pommery und Hochzeitstorte
- 2006: Mutterglück
- 2006: Die Mauer – Berlin ’61
- 2007: Manatu – Nur die Wahrheit rettet Dich
- 2008: 2er ohne
- 2009: Ein Schnitzel für drei (Fernsehfilm)
- 2010: Der Atem des Himmels
- 2010: Lang Lang at Berghain
- 2010: A Musical Journey in 3D
- 2011: Harodim – Nichts als die Wahrheit? (The Lazarus Protocol)
- 2012: Tatort: Hinkebein
- 2012: Der Blender (auch Regie)
- 2014: Landkrimi – Alles Fleisch ist Gras
- 2014: Wer Wind sät – Ein Taunuskrimi
- 2014: Wacken 3D
- 2015: Bruder vor Luder (auch Regie)
- 2017: Atempause
- 2017: Der namenlose Tag
- 2018: Mord im Alten Land
- 2020: Das Leben ist kein Kindergarten (Fernsehfilmreihe)
- 2021: Liebe ist unberechenbar (Fernsehfilm)
- 2022: Rumspringa – Ein Amish in Berlin (Netflix)

## Preise und Nominierungen
- 1998: Nominierung Goldener Löwe für beste Kamera für Das Böse und Death Bus
- 2000: Lobende Erwähnung, Dt. Kamerapreis für Das gestohlene Leben
- 2004: Nominierung, Deutscher Kamerapreis für Der Aufstand
- 2004: Nominierung, Europäischer Kamerapreis für Der Neunte Tag (The Ninth Day)
- 2005: Nominierung, Deutscher Kamerapreis für Der Neunte Tag (The Ninth Day)
- 2006: Best Photography, Intl. TV Festival Montenegro: Die Mauer
- 2007: Nominierung International Emmy Award für Die Mauer
- 2007: Deutscher Kamerapreis für Die Mauer
- 2012: Golden Rooster Award (Chinas Nationaler Filmpreis) für Der Atem des Himmels (A Breath of Heaven)
- 2018: Romy – Auszeichnung in der Kategorie Beste Bildgestaltung TV-Film für Der namenlose Tag[5]

## Ausstellungen
- 2004: 5pm, Berlin
- 2005: 5pm @ bread & butter, Berlin
- 2005: 5pm @ stilwerk, Hamburg
- 2008: foto shop berlin, Gruppenausstellung
- 2009: cellphonology – first look. Galerie Scala, Berlin
- 2009: bordel des arts. Lucas Carrieri Art Gallery, Berlin
- 2009: SevenStarGallery Berlin, Gruppenausstellung
- 2010: high voltage. Galerie Lisi Hämmerle, Bregenz
- 2012: deconstructive nudes. Hamburg